# Aulet
|  | Per a altres significats, vegeu «alzinar». |

Aulet és un poble despoblat que pertany a Sopeira (Ribagorça). Es troba a prop de la N-230, concretament al quilòmetre 112. Al nord, hi ha l'ermita de Mare de Déu de Rocamora (abans del dotzè túnel del pantà d'Escales).
La seva església està dedicada a Sant Sadurní i es troba al mateix poble. En canvi, trobem la petita ermita de Santa Justa o Sant Climent d'Aulet, al sud del poble, després dels túnels del pantà d'Escales.
El poble va quedar despoblat com també Casterner de les Olles, un cop es va inaugurar el pantà d'Escales (1955).
Encara es conserven força bé dues edificacions: el cementiri i el safareig del poble.

## Etimologia
Segons el Seminari en Toponímia i Normalització Lingüística (2005), Aulet prové del mot llatí "Ilicetu" i significa "alzinar".